# 자기계

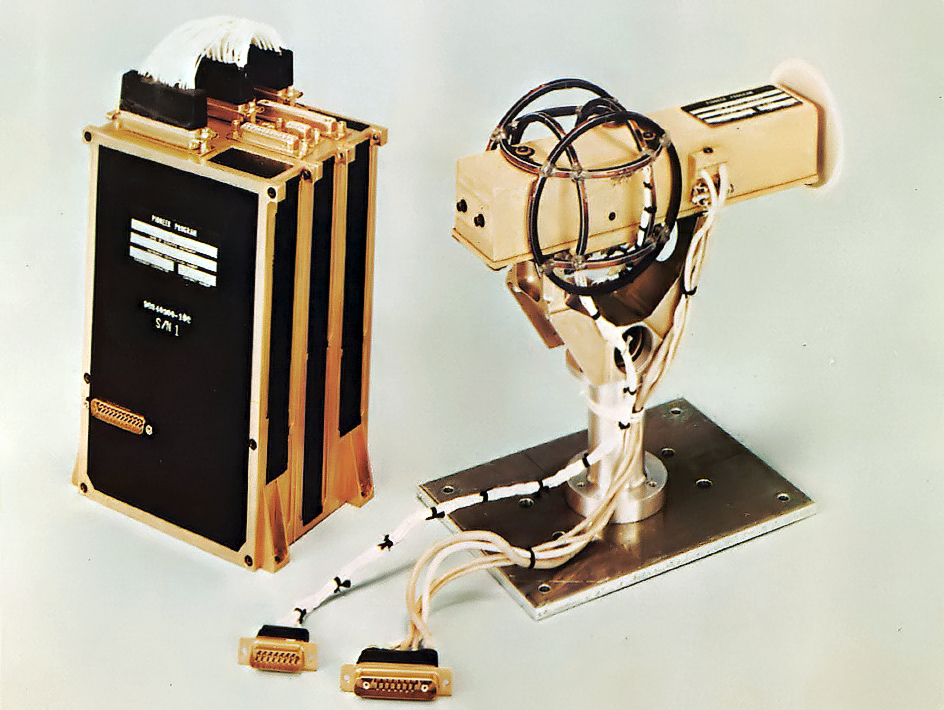
파이어니어 10호와 11호 우주선에 사용된 헬륨 벡터 자기계(Helium Vector Magnetometer, HVM)

자기계(magnetometer), 자력계, 자기 탐지기, 자기 센서는 자기장이나 자기 모멘트를 측정하는 장치이다. 각기 다른 유형의 자기계는 특정 지점의 자기장의 방향, 강도, 상대적 변화를 측정한다. 주위 자기장(이 경우 지자기)의 방향을 측정하는 장치로서 나침반이 이러한 기기에 속한다. 그 밖의 자기계는 예를 들어 코일의 유도 전류의 자기 극자 쌍극의 영향을 기록함으로써 강자성 등 자기 물질의 자기 모멘트를 측정한다.
우주에서 절대 자기강도를 측정할 수 있는 최초의 자력계는 1833년 카를 프리드리히 가우스가 발명하였고 19세기 저명한 개발에는 오늘날에도 널리 사용되는 홀 효과가 포함되었다.
자력계는 금속 탐지기로 사용할 수 있다.